# Coelia bella
Coelia bella là một loài lan bản địa của Mexico, Costa Rica, Honduras và Guatemala.

## Hình ảnh

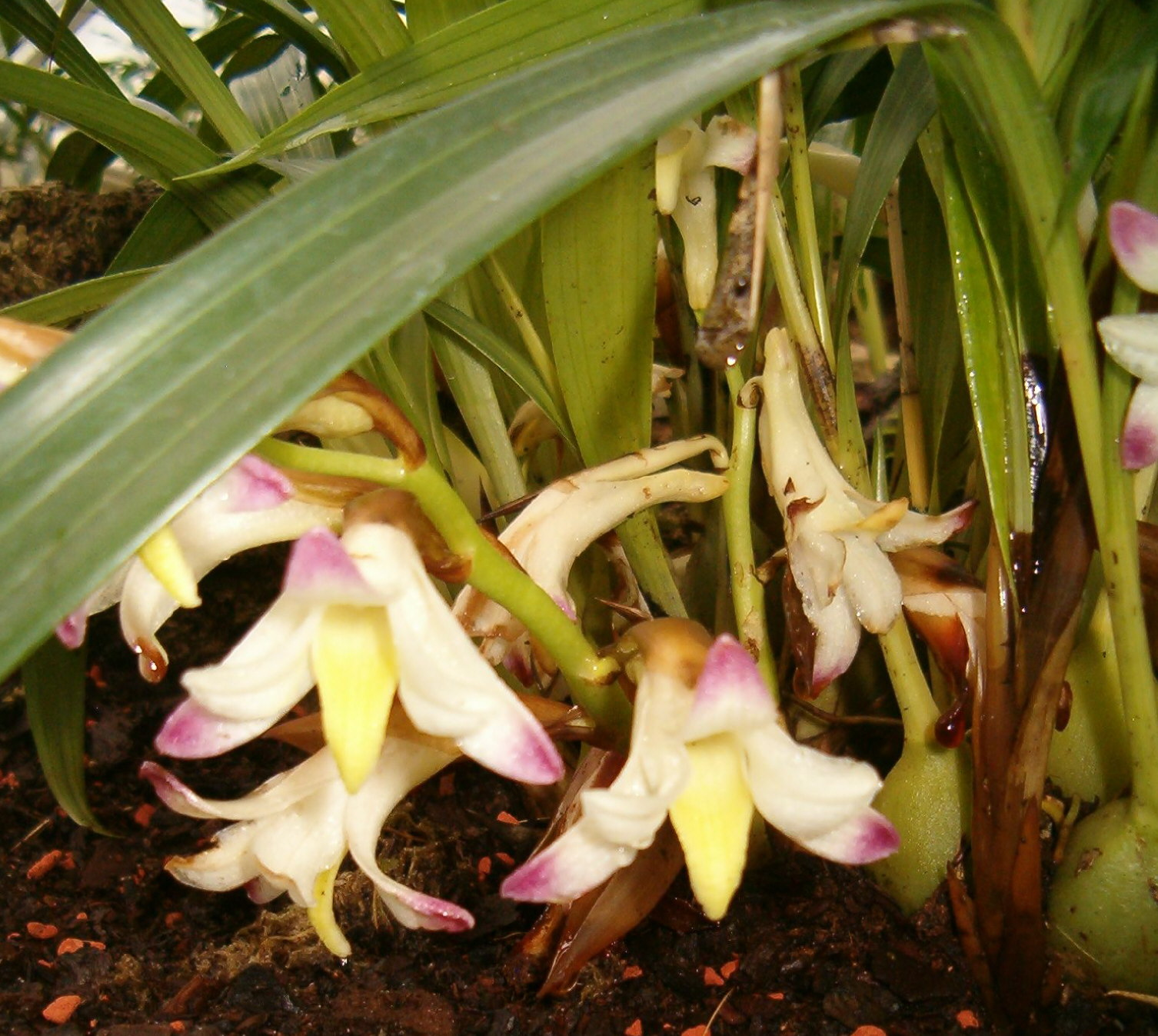
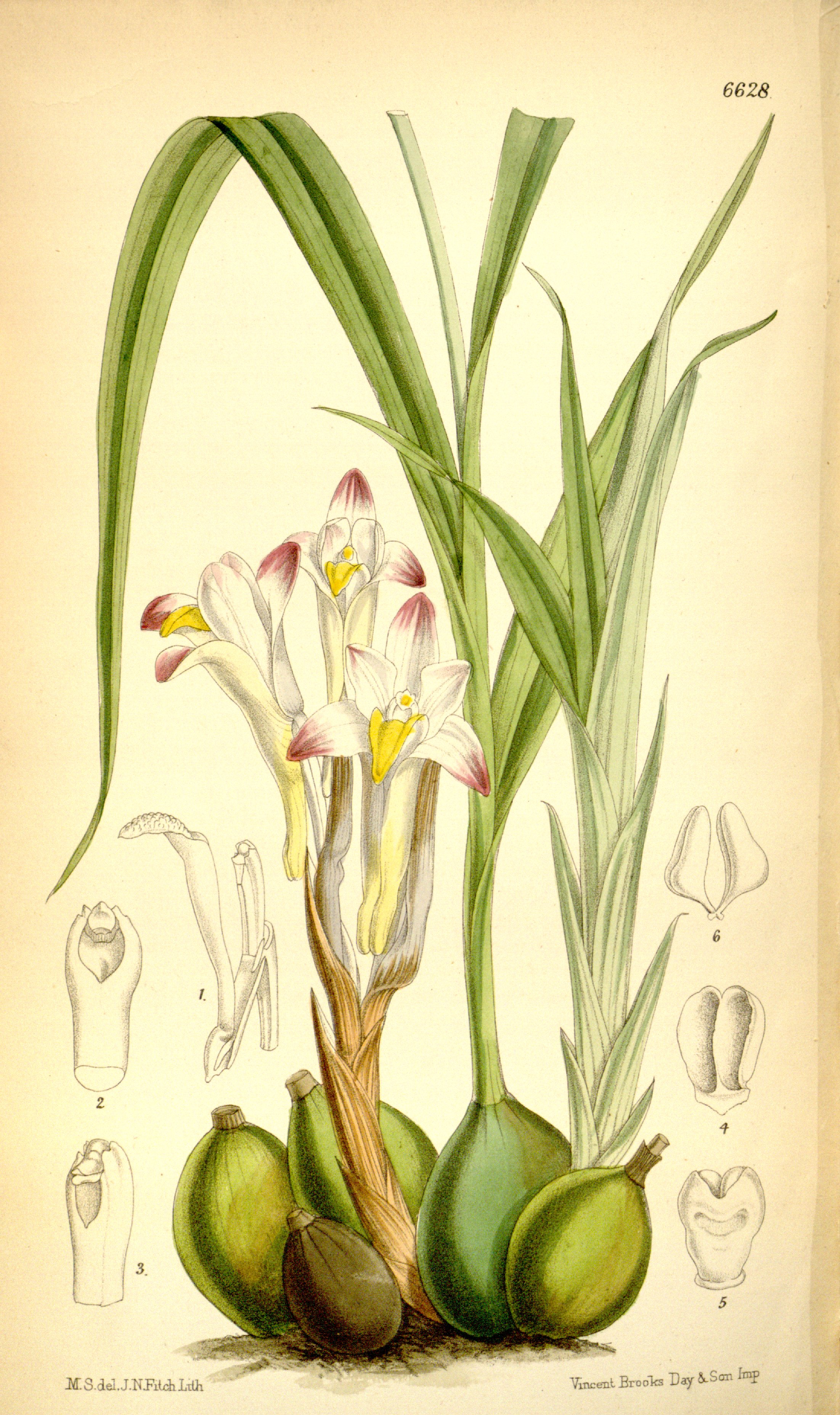
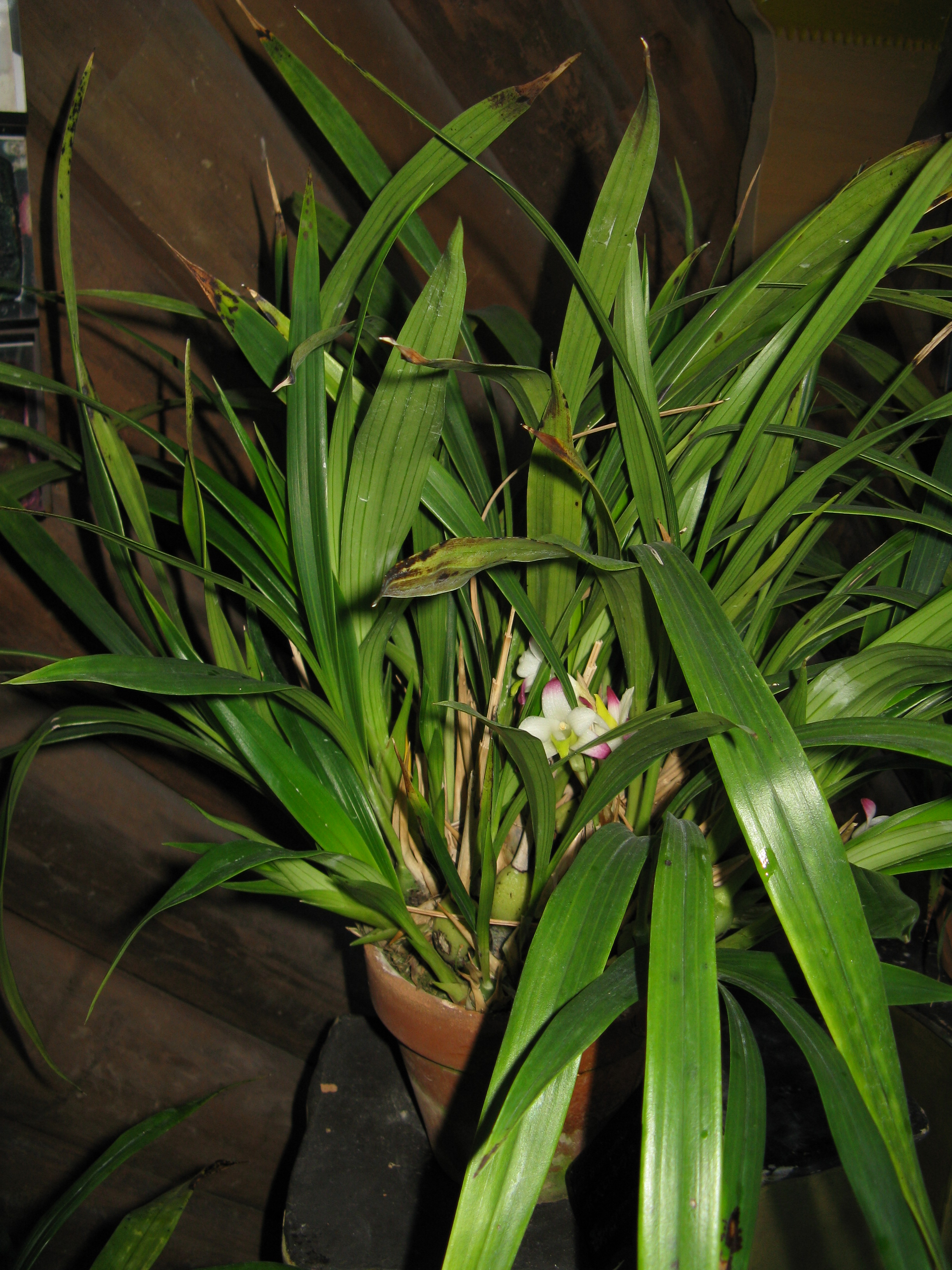